# Nicky Forster
Nicholas Michael Forster (Caterham, 8 settembre 1973) è un allenatore di calcio ed ex calciatore inglese, di ruolo attaccante.

## Carriera

### Club
Forster si fa notare in una squadra militante nella non-league, e nel dicembre 1991 partecipa a un provino con il Gillingham: impressiona sia nella squadra giovanili sia in quella riserve e nel maggio 1992 firma un contratto con il Gillingham, in quarta divisione inglese. Al suo secondo anno nel club, firma 18 gol in 41 giornate di campionato, facendosi notare e acquistare dal Brentford per € 160.000, andando a giocare in terza divisione. Nella stagione 1994-1995, la sua prima annata al Brentford, mette a segno 24 reti giocando tutti gli incontri del torneo (alla media di 0,52 gol a partita) e trascinando la società al secondo posto alle spalle del Birmingham City. Al Brentford forma un prolifico trio offensivo assieme ai compagni di reparto Carl Asaba e Robert Taylor, prima di passare al Birmingham City nel gennaio 1997 in cambio di circa £ 0,7 milioni (circa € 1,05 milioni). Gioca una settantina di sfide in seconda divisione senza incidere e nell'estate 1999 il Reading lo acquista per € 975.000 e facendolo ritornare in terza categoria. Nel 2002 realizza 19 gol in 42 sfide di terza divisione, riuscendo a entrare nella squadra dell'anno della PFA della terza divisione. L'anno seguente è nuovamente in doppia cifra con 16 marcature realizzate in 40 partite di seconda divisione. Dopo altre due stagioni in seconda categoria, nel 2006 passa all'Ipswich Town e in seguito veste anche la maglia dell'Hull City (per € 0,4 milioni). Nel 2007 decide di spostarsi nel sud del Paese per ragioni familiari, firmando un triennale con il Brighton, società di terza divisione inglese, per £ 75.000. Con la partenza di Dean Hammond nel gennaio 2008, Forster è eletto capitano del club. Nel settembre 2009 è nominato giocatore del mese dopo aver segnato 5 gol in 4 giornate. Nel marzo 2010 il tecnico Gus Poyet gli toglie il posto da titolare in prima squadra e Forster decide di andare in prestito al Charlton. Ritornato a Brighton, si accorda con il Brentford, restando nel terzo livello del calcio inglese. Nel 2011, dopo una breve esperienza nel Lingfield, si trasferisce a Dover, praticando il ruolo di giocatore-allenatore.
Ha totalizzato 621 presenze e 196 gol fra tutti i campionati.

## Palmarès

### Individuale
- Squadra dell'anno della PFA: 1

2001-2002 (Division Two)